# Curt Rosell
Curt Karl Sture Rosell, född 18 maj 1919 i Habo, död 15 maj 1998 i Jönköping, var en svensk formgivare, möbelhantverkare och möbelarkitekt. 
Rosell studerade trähantering och snickeri för sin far snickarmästare Carl Rosell, konst vid Konstfackskolan i Stockholm och konsthistoria vid Stockholms universitet. Därefter studerade han möbelformgivning för Harald Westerberg i Stockholm.
Curt Rosell är begravd på Skogskyrkogården i Jönköping.